# Sussidiario illustrato della giovinezza
Sussidiario illustrato della giovinezza è l'album di debutto dei Baustelle, pubblicato nel 2000 dall'etichetta indipendente Baracca&Burattini e distribuito da EDEL.

## Descrizione
(Francesco Bianconi, 4 luglio 2000)
Il disco è stato registrato nel 1999 in due diversi studi: a gennaio al West Link Studio di Cascina da Alessandro Sportelli e Alessandro Paolucci e tra febbraio e marzo al Blue Records Studio di Mondovì da Alessio Dorini e Fabrizio Barale. In quest'ultimo studio è stato mixato tra marzo e maggio da Fabrizio Barale, Amerigo Verardi e Alessio Dorini. A causa delle vicissitudini dell'etichetta (mai del tutto chiarite; di certo c'è che alla sua registrazione si sono alternati ben 7 producer differenti) l'album non viene pubblicato fino al luglio del 2000.
Dal punto di vista stilistico dal disco emergono la sensibilità pop degli anni sessanta e settanta sia italiana che francese, le influenze new wave anni ottanta, riferimenti alle composizioni da colonna sonora cinematografica e uno stile riconducibile ai generi exotica e easy listening. Nonostante ciò Bianconi, facendo da porta voce per il gruppo, afferma che il gruppo non si sente retrò. Dai testi emerge anche una forte ironia intesa dall'autore come «non nel senso di scanzonato, ma spero cercando di sdrammatizzare e portare su un piano più distaccato gli avvenimenti biografici presenti.» Esempio emblematico di questo "distacco" è la traccia di apertura Le vacanze dell'ottantatrè le cui vicende adolescenziali non sono mai state vissute in prima persona dai membri del gruppo per evidenti motivi anagrafici: Bianconi all'epoca aveva solo dieci anni. Leitmotiv dell'album, ma anche delle successive pubblicazioni, è infatti quella che John Vignola de Il Mucchio Selvaggio definisce l'«eterna adolescenza», tema nato spontaneamente durante la scrittura dei testi, ma senza alcun intento di pubblicare un concept album. Il metodo di scrittura di Francesco Bianconi prevede anche una ricca dose di citazioni, mescolando "cultura alta" e "cultura bassa".
La voce femminile nell'ottava traccia, Cinecittà, viene erroneamente attribuita a Rachele Bastreghi, invece è quella dell'attrice bresciana Camilla Filippi. Rachele Bastreghi fa da vocalist principale in Gomma e La canzone del parco (da Bianconi descritto come "l'unico pezzo serio" [del disco] ... da tragedia greca) e partecipa ai cori di tutto il disco.

## Accoglienza

### Critica
Il disco viene accolto dalla stampa musicale italiana con entusiasmo: Federico Guglielmi su Il Mucchio Selvaggio lo definisce «senza dubbio una delle più stupefacenti "opere prime" degli ultimi anni nell'ambito del rock italiano», elogiando la varietà stilistica, l'atipicità, la produzione di Verardi e la scrittura dei testi «un album diverso dal solito: poliedrico ma stilisticamente omogeneo, raffinato ma ruvido, trascinante ma vellutato, serio ma faceto, accattivante ma alternativo, "trendista" ma lontano da qualsiasi trend.» Più tardi, nell'autunno del 2000 il Sussidiario illustrato della giovinezza vince il "Premio Fuori dal Mucchio" come miglior album d'esordio della stagione 1999/2000.
Il critico Riccardo Bertoncelli nel libro Ventiquattromila dischi. Guida a tutti i dischi degli artisti e gruppi più importanti assegna tre stelle su cinque al disco commentando «è tutto un fiorire di capacità melodiche e liriche singolari.»
Il talento che trapela dal Sussidiario illustrato della giovinezza viene notato anche dalle webzine musicali. Tra queste rockit.it su cui viene scritto: «non è solo musica, ma è anche arte, va cioè al di là del semplice ‘entertainment’ [...] è tanto orecchiabile quanto ricercato nelle sue melodie che intrecciano più generi in un'intersezione chiamata (vagamente) easy-exotica.»
I testi del disco sono stati molto apprezzati anche da Simone Lenzi dei Virginiana Miller. Successivamente nel 2003 Bianconi e Bastreghi parteciperanno al terzo album del gruppo La verità sul tennis facendo da coristi. La produzione artistica de La verità sul tennis, pubblicato da Baracca&Burattini come per il debutto dei Baustelle, è di Amerigo Verardi.

### Riedizione
Il 16 novembre 2010 viene pubblicata dalla Warner una riedizione dell'album, da anni non più in commercio. In contemporanea viene anche pubblicato il Cofanetto illustrato della giovinezza.

## Tracce
Testi di Francesco Bianconi.
1. Le vacanze dell'ottantatré – 5:33 (musica: Francesco Bianconi, Fabrizio Massara)
2. Martina – 3:02 (musica: Francesco Bianconi)
3. Sadik – 3:43 (musica: Claudio Brasini, Fabrizio Massara, Francesco Bianconi)
4. Noi bambine non abbiamo scelta – 3:47 (musica: Fabrizio Massara, Francesco Bianconi)
5. Gomma – 3:44 (musica: Francesco Bianconi)
6. La canzone del parco – 6:19 (musica: Fabrizio Massara, Francesco Bianconi)
7. La canzone del riformatorio – 4:52 (musica: Fabrizio Massara, Francesco Bianconi)
8. Cinecittà – 5:02 (musica: Fabrizio Massara, Francesco Bianconi)
9. Io e te nell'appartamento – 5:37 (musica: Claudio Brasini, Fabrizio Massara, Francesco Bianconi)
10. Il musichiere 999 – 5:39 (musica: Fabrizio Massara, Francesco Bianconi)

## Formazione
Gruppo
- Francesco Bianconi – voce, cori, chitarre
- Rachele Bastreghi – voce in Gomma e La canzone del parco, cori, chitarre, synth, percussioni
- Claudio Brasini – chitarre
- Mirko Cappelli – basso
- Michele Angiolini – batteria, percussioni
- Fabrizio Massara – cori, synth, pianoforte, programmazione, campionatore, plastic orchestra, percussioni

Altri musicisti
- Amerigo Verardi – chitarre, cori
- Marco Allocco – violoncello
- Gianluca Allocco – violino, arrangiamento archi
- Luciano Brigidi – sax, arrangiamento fiati
- Bruno Bocci – tromba, flicorno
- Simone Periccioli – trombone
- Camilla Filippi – voce recitante in Cinecittà